# Васильев, Алексей Александрович (хоккеист)
Алексей Александрович Васильев (1921—2000) — советский хоккеист с мячом.

## Биография
Русским хоккеем начал заниматься в 1937 году в Свердловске, где играл в составе «Строителя».
В первые послевоенные годы играл в составе «Динамо».
В 1947-1953 годах выступал в составе ОДО. В составе армейцев Свердловска, дважды (1950, 1953) становился чемпионом СССР, становился серебряным (1951) и бронзовым (1952) призёром чемпионата СССР. В 1952 году стал чемпионом РСФСР. Трижды (1947, 1951, 1952) становился обладателем Кубка РСФСР. Трижды (1950, 1951, 1953) включался в список 22 лучших игроков сезона
Участник Великой Отечественной войны.  Награды - ордена Отечественной войны I степени, Красной Звезды ; медали    -"За боевые заслуги" , "За победу над Германией в Великой Отечественной войне 1941-1945 г.г.".
Скончался 22 марта 2000 года. Похоронен на Нижнеисетском кладбище Екатеринбурга.